# 漁夫湯

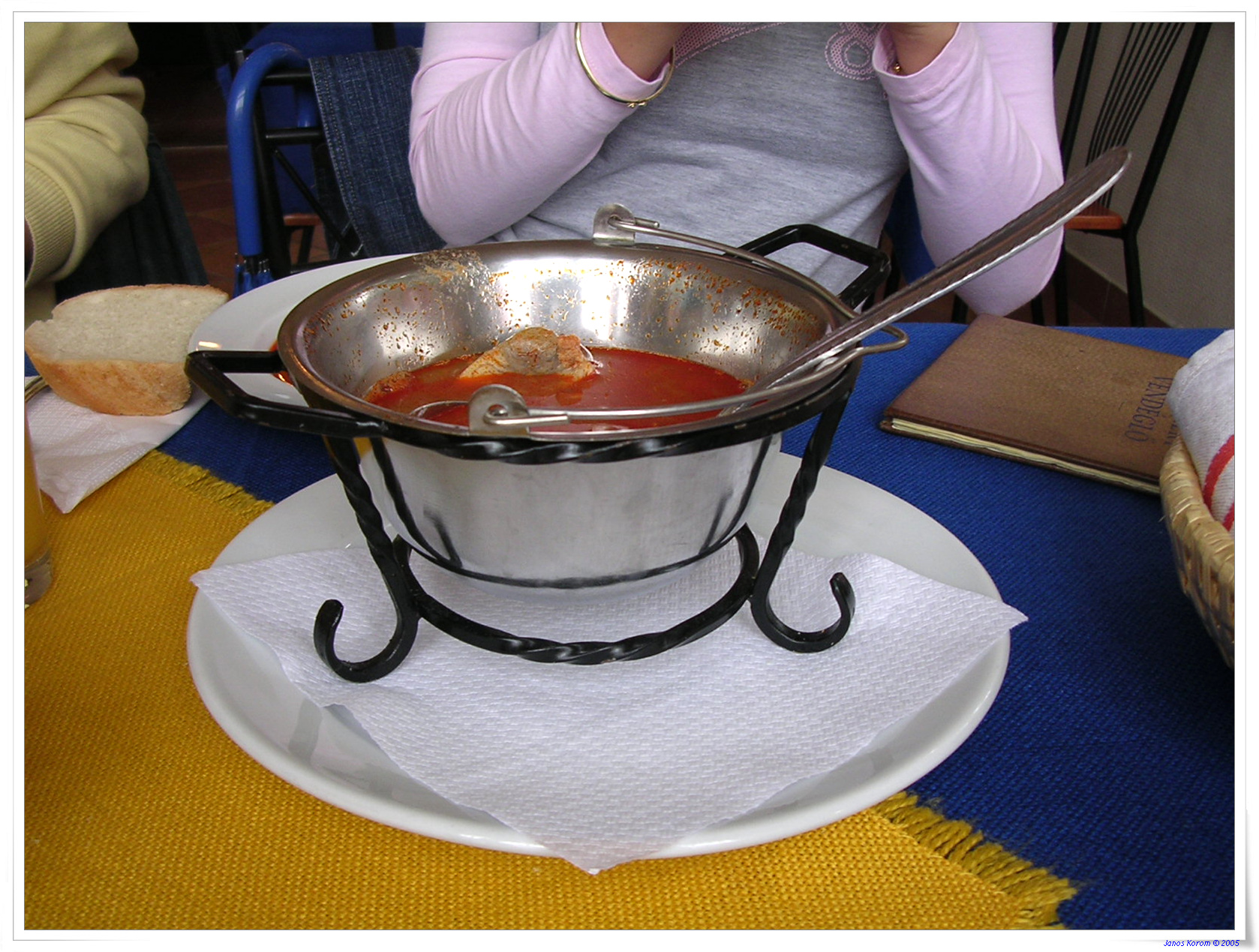
漁夫湯

漁夫湯（波斯尼亞語，塞爾維亞語，克羅埃西亞語：riblja čorba或riblji paprikaš）是一種流行在匈牙利和巴爾幹半島地區的鯽魚湯。漁夫湯最早起源於匈牙利，是潘諾尼亞平原地區的美食。
漁夫湯使用大量的辣椒，是歐洲最辣的菜餚之一。